# Сепфорис
Сепфорис (Ципори) (на иврит: צִפּוֹרִי, Zippori/Tzippori; на старогръцки: Σέπφωρις; на латински: Sepphoris, през римско време: лат.: Diocaesarea, на арабски: صفورية, по време на кръстоносците на френски: Saforie) е древен град в Галилея.
През 1 век пр.н.е. е голям град в региона и се намирал на около 8 км северно от Назарет. В настоящо време е археологически паметник и национален парк в Израел.
От 63 пр.н.е. Сепфорис с цяла Галилея е в ръцете на римляните. 55 пр.н.е. проконсул вон Сирия, Авъл Габиний, свиква там римски концил за Галилея.
При Антонин Пий (138 – 161) гръдът е преименуван на Диоцезаря (Diocaesarea). През византийското време там резидира един епископ.